# Sebastián Lerdo de Tejada
Sebastián Lerdo de Tejada y Corral (Jalapa, 24 de abril de 1823 - Nova Iorque, 21 de abril de 1889) foi um político liberal do México. Foi presidente do México entre 1872 e 1876.
Nascido em Jalapa, Veracruz, no seio de uma família criolla. Durante cinco anos estudou teologia no seminário de Puebla e posteriormente formou-se em direito no Colegio de San Ildefonso uma escola famosa na Cidade do México que Lerdo de Tejada dirigiria aos 29 anos de idade. Era conhecido por ser um líder liberal e pelo seu apoio a Benito Juárez. Foi ministro de relações exteriores do governo de Ignacio Comonfort durante três meses em 1857 e em 1861 tornou-se presidente da Camara de diputados.
Manteve-se leal à república durante a intervenção francesa de 1862 e reinado de Maximiliano I, participando activamente na resistência contra os franceses. Foi ministro de relações exteriores de Benito Juárez, a quem sucedeu na presidência do México após a sua morte em 1872, inicialmente de forma interina e após 1 de dezembro de 1872 como presidente eleito.
Como presidente da república teve algum sucesso na pacificação da sociedade mexicana e deu início a construção de caminhos de ferro. Seria reeleito em 1876 mas derrubado logo de seguida por Porfírio Díaz devido à impopularidade que granjeara pelos meios que empregou para conseguir a reeleição bem como por algumas medidas que diminuíam os direitos dos estados da federação em favor de um governo fortemente centralista.
Acabaria por exilar-se em Nova Iorque onde faleceu alguns anos mais tarde.
O seu irmão, Miguel Lerdo de Tejada, foi também uma figura notável da política mexicana.